# En letra de otro (álbum de Farruko)
En Letra de Otro es un álbum recopilatorio del cantante Farruko, exclusivamente producido para la cadena estadounidense HBO, como parte de su serie de documentales del mismo nombre. Publicado el 23 de agosto de 2019 bajo el sello Sony Music Latin, contiene como sencillo promocional la canción «Qué hay de malo», cover de Jerry Rivera.

## Contenido
Siendo una material de acompañamiento para el documental, el cantante relataba anécdotas de su vida personal intercaladas con la interpretación de algunas de sus canciones favoritas. Esta es la tercera edición de En letra de otro para HBO, luego de las participaciones de Pedro Capó (2017) y Gente de Zona (2018), con el cantante teniendo libertad total para elegir las canciones.
El documental fue grabado en Bayamón, Puerto Rico; donde aparecen versiones que no fueron incluidas en el álbum, como «Clavado en un bar» de Maná, banda que siempre admiró el cantante por sus fusiones de rock con reggae, además de apariciones del dúo Baby Rasta & Gringo para una interpretación acústica de «Mi nena».

## Lista de canciones
| N.º   | Título                             | Intérprete original         | Duración |  |
| 1.    | «Vuelvo a nacer»                   | Frankie Ruiz (1998)         | 2:22     |  |
| 2.    | «Qué hay de malo (Reggae Version)» | Jerry Rivera (1993)         | 3:42     |  |
| 3.    | «Mi nena»                          | Baby Rasta & Gringo (2000)  | 2:53     |  |
| 4.    | «Te suelto el pelo»                | Yandel (2003)               | 2:16     |  |
| 5.    | «Sensación del bloque»             | De La Ghetto y Randy (2006) | 2:49     |  |
| 6.    | «Una lágrima»                      | Divino (2003)               | 3:24     |  |
| 7.    | «Me trancaron»                     | Divino (2005)               | 2:24     |  |
| 8.    | «Pasto y pelea»                    | Don Omar (2002)             | 2:36     |  |
| 9.    | «You Don't Love Me»                | Dawn Penn (1994)            | 3:29     |  |
| 10.   | «Asignatura pendiente»             | Ricardo Arjona (2003)       | 3:39     |  |
| 29:34 |                                    |                             |          |  |

## Posicionamiento en listas
| Listas (2019)                     | Mejor posición |
| --------------------------------- | -------------- |
| Estados Unidos (Top Latin Albums) | 46             |